# Neuvic-Entier
Neuvic-Entier este o comună în departamentul Haute-Vienne din centrul Franței. În 2009 avea o populație de 952 de locuitori.

## Evoluția populației
| An        | 1975  | 1982  | 1990  | 1999  | 2006 | 2009 |
| --------- | ----- | ----- | ----- | ----- | ---- | ---- |
| Populație | 1.218 | 1.042 | 1.045 | 1.025 | 979  | 952  |